# Iwaizumi (Iwate)
Iwaizumi (jap. 岩泉町, -chō) ist eine japanische Stadt im Landkreis Shimohei in der Präfektur Iwate.

## Geografie
Iwaizumi liegt im Kitakami-Bergland, das hier bis auf 1300 m Höhe ansteigt, größtenteils aber 500 bis 700 m Höhe besitzt. Die Besiedlung erstreckt sich hauptsächlich über die Flusstäler des Omoto-gawa (小本川), die auf 100 bis 200 m tief liegen. Trotz einer Fläche von knapp 1000 km², mehr als der Berlins, beträgt die Einwohnerzahl daher lediglich 8549. Die östliche Begrenzung bildet der Pazifische Ozean mit der Sanriku-Küste.
Nachbargemeinden sind Kuji im Norden, Noda im Nordnordosten, Fudai im Ostnordosten, Tanohata im Osten, Miyako im Süden, Morioka im Südwesten und Kuzumaki im Nordwesten.

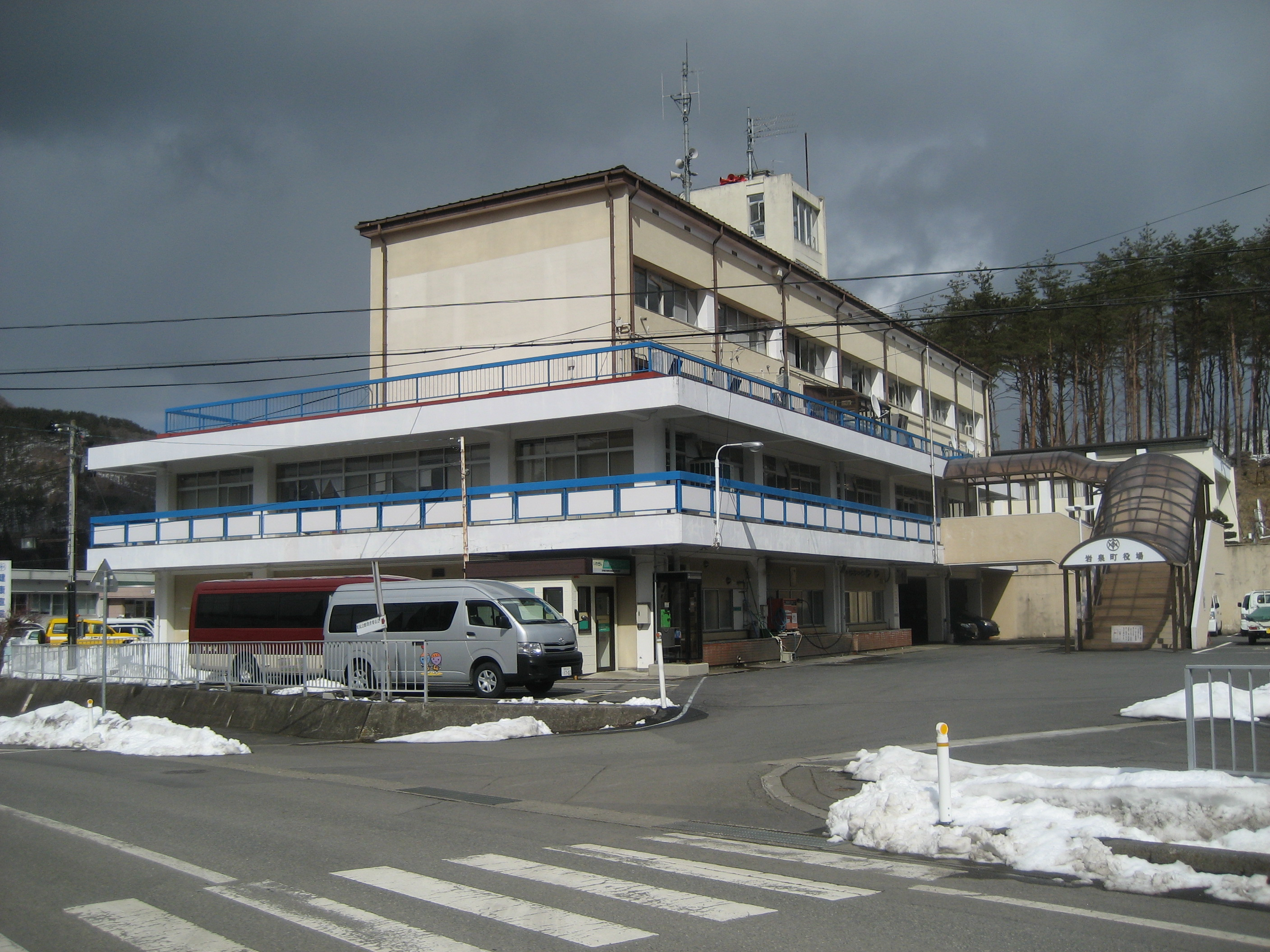
Rathaus

## Geschichte

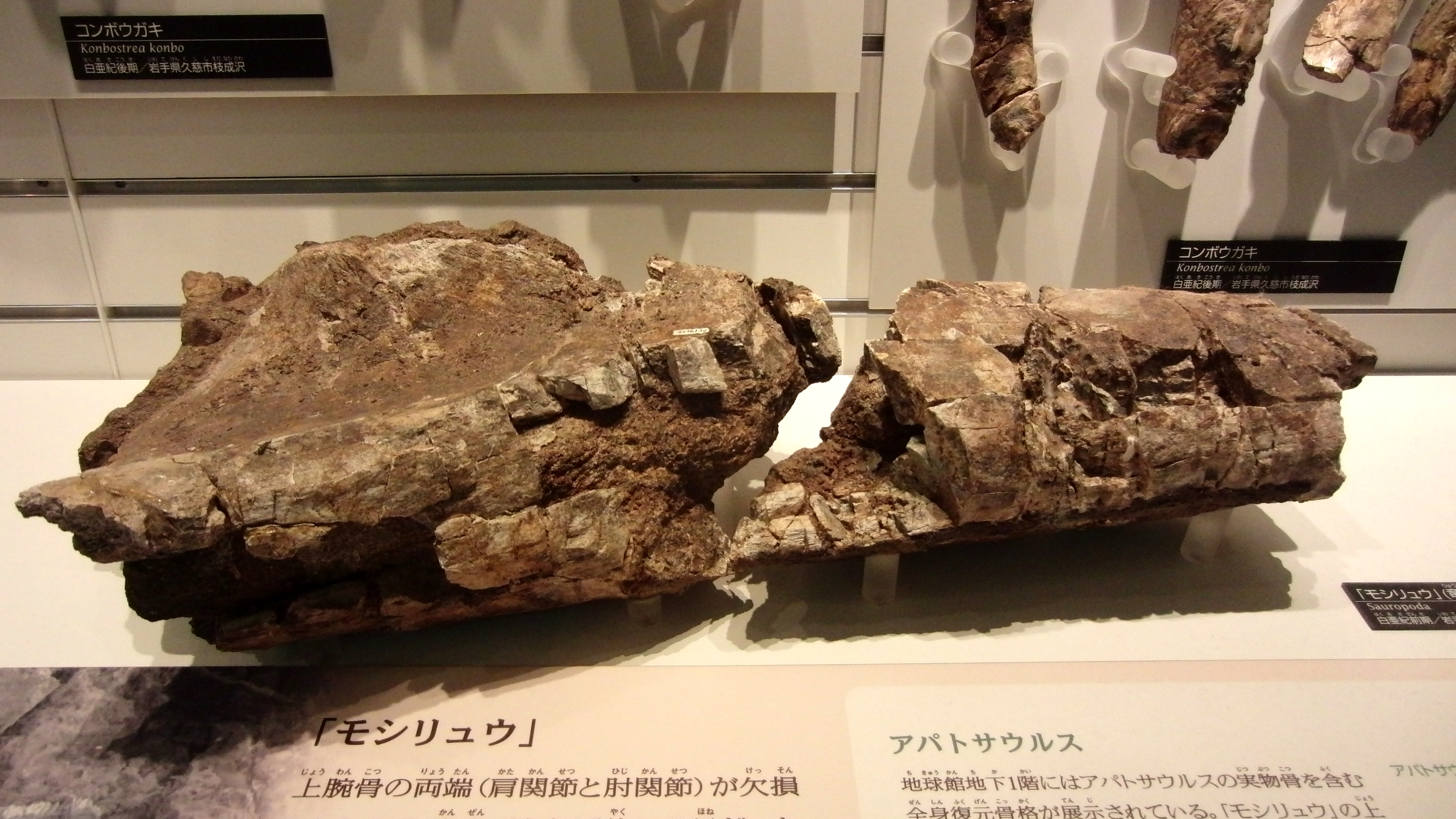
Unter der Trivialbezeichnung „Moshisaurus“ bekanntes Sauropoden-Fossil
(nicht auf Niveau der Familie, Gattung und Art bestimmt; ausgestellt im Nationalmuseum der Naturwissenschaften in Tokio)

Die Gemeinde Iwaizumi wurde am 1. April 1889 bei der Reorganisation des japanischen Gemeindewesens aus den früheren Dörfern Iwaizumi (岩泉村, -mura), Amabitai (尼額村), Otomo (乙茂村), Saruzawa (猿沢村) und Nishōishi (二升石村) im Landkreis Kitahei gebildet, der 1896 mit weiteren Landkreisen zum Landkreis Shimohei zusammengelegt wurde.
Zum 1. August 1922 erfolgte die Aufstufung zur kreisangehörigen Stadt (chō). Am 30. September 1956 wurden die Dörfer Akka (安家村), Ugei (有芸村), Ōkawa (大川村) und Omoto (小本村) eingemeindet, sowie am 1. April 1957 Kogawa (小川村).
1978 wurde im Ortsteil Moshi (茂師), Omoto in einer Gesteinsschicht aus der Kreide-Zeit ein Oberarmknochen eines Sauropoden gefunden, was den ersten Fund eines Dinosaurierfossils auf japanischem Boden darstellte. Aufgrund der starken tektonischen und vulkanischen Aktivität des japanischen Archipels sind Dinosaurierfunde generell selten.  Aufgrund des schlechten Erhaltungszustandes war eine wissenschaftliche Klassifikation bisher nicht möglich, so dass er nach seinem Fundort umgangssprachlich als „Moshisaurus“ (モシリュウ Moshi-ryū) bezeichnet wird.

## Naturkatastrophen

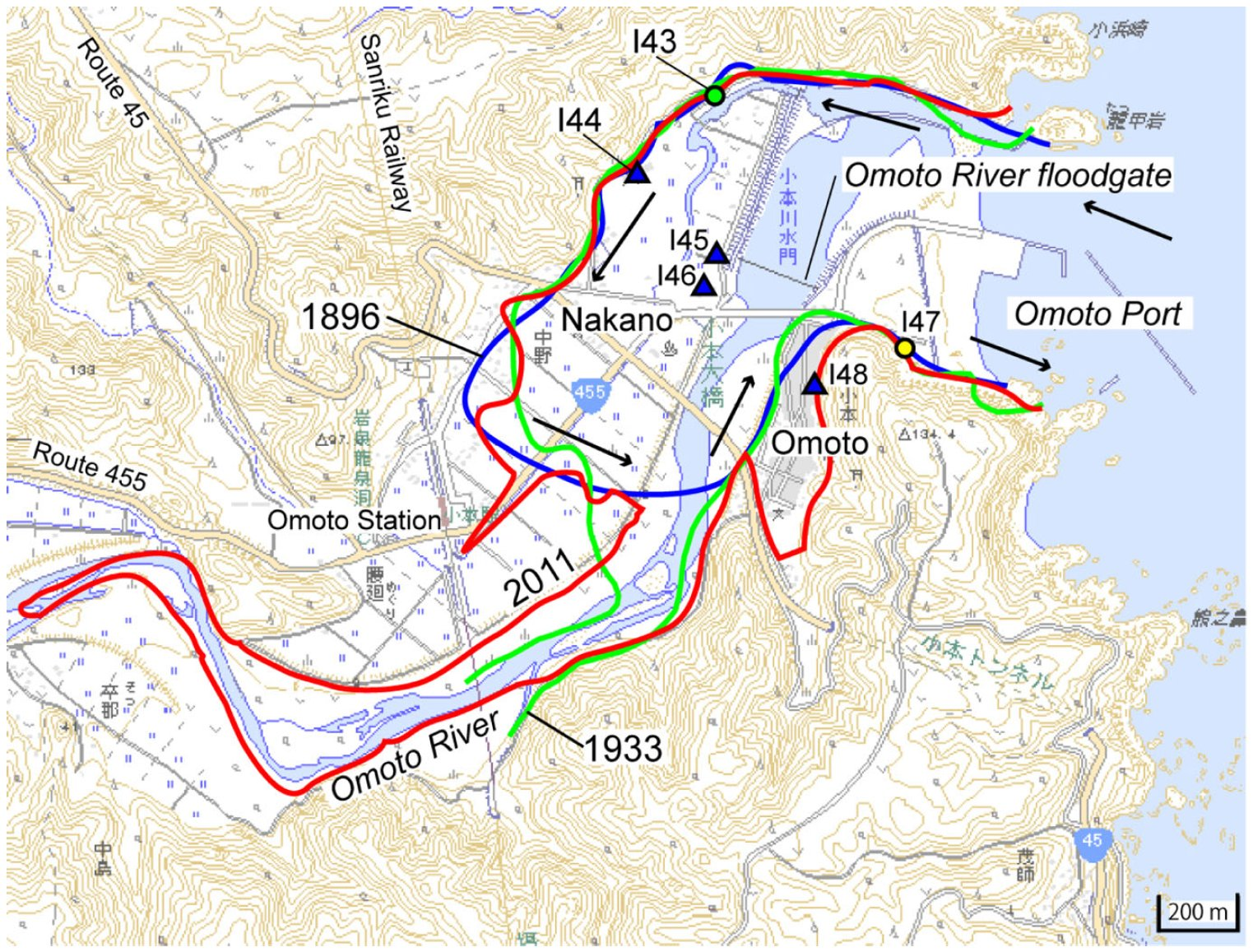
Tsunamiüberflutungen in Omoto 1896, 1933 und 2011:
blau: 1896 schwer beschädigtes Gebiet
grün: 1933 überflutetes Gebiet
rot: 2011 überflutetes Gebiet mit Überflutungs-Höhen (Dreiecke) und Auflaufhöhen (Kreise)

Im Omoto-Gebiet der Stadt Iwaizumi führten die Tsunamis von 1896 (Meiji-Sanriku-Tsunami: Tsunamihöhen zwischen 10 und 20 m), 1933 (Shōwa-Sanriku-Tsunami: aufgezeichnete Tsunamihöhen zwischen 3 und 13 m) und 2011 (Tōhoku-Tsunami) zu jeweils ähnlichen Überflutungsgebieten. Der Chile-Tsunami 1960 überflutete Berichten zufolge 1 km von der Flussmündung und hob den Wasserstand um einen Meter. Anderen Angaben zufolge hatte der Tsunami 1960 Höhen von 3–4 m.
Der Tōhoku-Tsunami von 11. März 2011 überwand den Küstendeich und das 1990 errichtete Flutwehr. Er überflutete in Iwaizumi ein Gebiet von einem Quadratkilometer. Die gemessene Überflutungstiefe im östlich des Flusses Omoto gelegenen Wohngebiet betrug 5 m. Westlich des Flusses Omoto überflutete der Tsunami 2011 mit Tsunamihöhen von 6 bis 10 m landwirtschaftliche Flächen. Seewärts des Flutwehres Omoto betrug die gemessene Auflaufhöhe 20 m. Die Naturkatastrophe des Tōhoku-Erdbebens mit dem nachfolgenden Tsunami forderte in Iwaizumi 10 Tote. 177 Wohngebäude wurden völlig und 23 weitere teilweise zerstört. Das Überflutungsgebiet betraf die Wohngebiete von 10,7 % der Bevölkerung von Iwaizumi, die zu diesem Zeitpunkt 10.693 Einwohner umfasste.
| Katastrophenereignis | Völlig zerstörte Häuser | Zahl der Todesopfer | Quelle |
| --- | ----------------------- | ------------------- | ------ |
| Meiji 1896 (Erdbeben und Tsunami) | 132                     | 364                 | [ 7 ]  |
| Shōwa 1933 (Erdbeben und Tsunami) | 97                      | 156                 | [ 7 ]  |
| Tōhoku 2011 (Erdbeben und Tsunami) | 177                     | 7                   | [ 7 ]  |
| Anmerkung: Die Zahl der Todesopfer für die Tōhoku-Katastrophe 2011 errechnet sich aus den Gesamtzahlen der Toten und Vermissten des 153. FDMA-Schadensberichts vom 8. März 2016 abzüglich der Zahlenangaben katastrophenbedingter Todesfälle, die von der Wiederaufbaubehörde (Reconstruction Agency, RA) ermittelt wurden. |                         |                     |        |

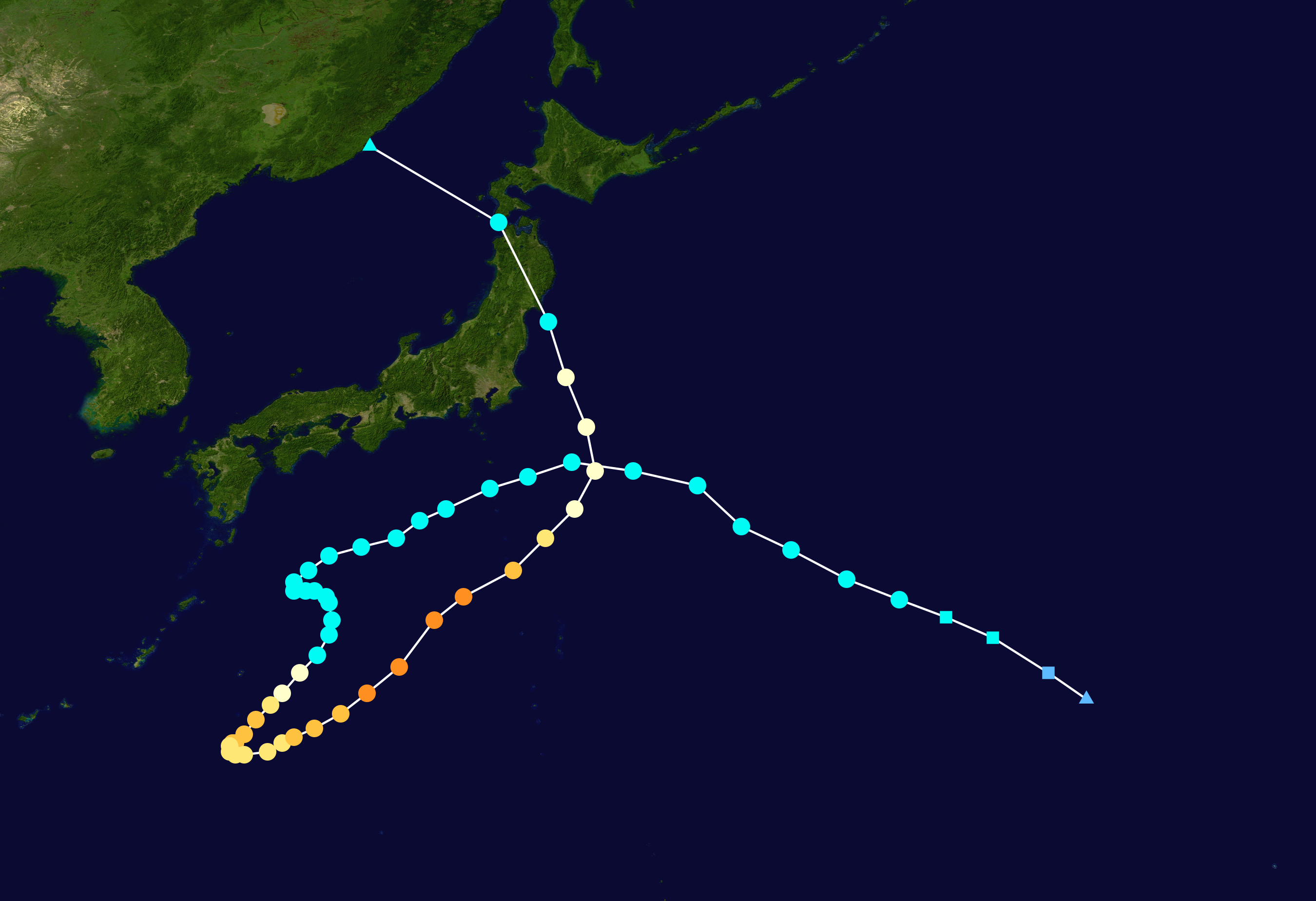
Weg des Taifuns 10 des Jahres 2016 im Pazifik bis zum 30. August 2016

Die vom Taifun 10 des Jahres 2016 (in den USA auch als Taifun Lionrock, auf den Philippinen als Taifun Dindo bekannt) verursachten Überflutungen führten zu immensen Schäden in den Regionen Tōhoku und Hokkaidō und forderten 27 Tote und Vermisste. Zu der hohen Opferzahl hatte insbesondere die Betreuungseinrichtung ran-ran (楽ん楽ん/らんらん) für ältere demenzkranke Menschen in Iwaizumi beigetragen, in der alle neun Bewohner zu Tode kamen, nachdem es dort von der Stadt versäumt worden war, angemessene Notfallevakuierungsmaßnahmen zu ergreifen. Die heftigen Regenfälle hatten den Fluss Omoto (Omoto gawa) am Abend des 30. August 2016 auf etwa 6,6 Meter Höhe anschwellen und den 4,9 Meter hohen Flussdamm übertreten lassen. Die Überflutung in der Einrichtung erreichte das zweite Geschoss. Rettungskräfte trafen erst rund 11 Stunden später, am frühen Morgen des 31. August, ein. Der japanische Premierminister, Shinzō Abe, besuchte die Einrichtung am 8. Oktober 2016. Der Staatsminister für Katastrophenschutz (内閣府特命担当大臣- 防災), Jun Matsumoto, führte nach dem Taifun 10 eine Untersuchung vor Ort durch. Dieser Fall führte gemeinsam mit anderen Fällen dazu, dass das Sediment Disaster Prevention Act im Mai 2017 überarbeitet wurde, um das Evakuierungssystem für Einrichtungen für besonders pflegebedürftige Personen zu verbessern. Dem überarbeiteten Gesetz zufolge ist der Eigentümer oder Verwalter solcher Einrichtungen, die sich in den Sedimentkatastrophenzonen befinden, dazu verpflichtet, einen Plan zur Ausführung und Umsetzung der Evakuierung zu erstellen und Evakuierungsübungen durchzuführen, um eine reibungslose und sofortige Evakuierung der Benutzer seiner Einrichtung sicherzustellen. Der starke Regen 2016 überschwemmte die unterirdischen Seen der Kalksteinhöhle Ryūsendō, deren Pfade, Schaltschränke und anderen Einrichtungen durch die Überflutung beschädigt und deren für seine Klarheit berühmtes Wasser durch den Taifun trübe und dunkel wurde. Die Höhlenanlage und ihre Infrastruktur wurden monatelang repariert, wodurch das Wasser wieder kristallklar wurde, und die Höhle wurde im März 2017 wieder eröffnet.

## Sehenswürdigkeiten

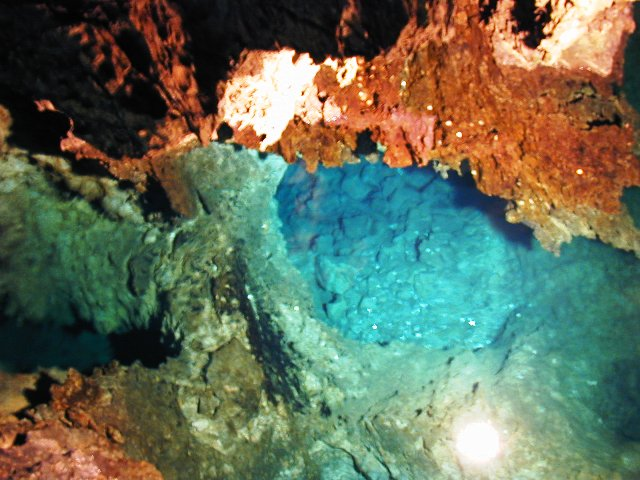
Ryūsendō

Bedeutendste Sehenswürdigkeiten von Iwaizumi sind dessen Höhlen. Die Höhle Ryūsendō (龍泉洞), gehört mit einer Länge von 5 km zu den drei größten Tropfsteinhöhlen Japans. Sie besitzt unterirdische Flüsse und vier Untergrundseen, von denen einer mit seinen 120 m Tiefe der tiefste Japans ist.
Akkadō (安家洞) ist wiederum mit 23,7 km Länge die längste Höhle Japans.

## Verkehr
Die wichtigsten Fernstraßen sind die an der Küste verlaufende Nationalstraße 45 nach Sendai oder Aomori, die im Hinterland von Nord nach Süd verlaufende Nationalstraße 340 nach Rikuzentakata oder Hachinohe, sowie die von West nach Ost verlaufende Nationalstraße 455 nach Morioka.
Anschluss an das Schienennetz besteht über die Kita-Rias-Linie der regionalen Bahngesellschaft Sanriku Tetsudō.

## Persönlichkeiten
- Kin Endate (* 1960), Astronom